# Ciclobutanocarbonitrilo
El ciclobutanocarbonitrilo, llamado también cianociclobutano y ciclobutilcianuro, es un nitrilo cuya fórmula molecular es C5H7N.
En este compuesto, un único grupo nitrilo (−C≡N) se halla unido a uno de los carbonos del ciclobutano.

## Propiedades físicas y químicas
A temperatura ambiente, el ciclobutanocarbonitrilo es un líquido incoloro de olor reconocible cuya densidad es inferior a la del agua (ρ = 0,868 g/cm³).
Tiene su punto de ebullición a 145 °C y su punto de fusión a -37 °C, siendo este último un valor estimado.
Su solubilidad en agua es de aproximadamente 12 g/L; el valor del logaritmo de su coeficiente de reparto, logP = 0,79, indica que es más soluble en disolventes apolares —como el 1-octanol— que en disolventes polares.
En cuanto a su reactividad, al igual que otros nitrilos, el ciclobutanocarbonitrilo es incompatible con agentes oxidantes.

## Síntesis y usos
El ciclobutanocarbonitrilo se puede sintetizar por reacción de N,N-dimetilcarbamoditioato de 1-cianociclobutilo con cloroacetonitrilo; el proceso implica la mono- y dialquilación a través del ion carbanión —estabilizado con azufre— y la posterior sulfuración homolítica usando hidruro de tributilestaño.
Otra forma de obtener este nitrilo cíclico es calentando a reflujo ácido ciclobutanocarboxílico en diclorometano y clorosulfonilisocianato; la mezcla resultante se trata con N,N-dimetilformamida, se vierte sobre agua helada y se extrae con diclorometano.
Igualmente, la reacción de 1,4-diclorobutano con cianuro sódico —usando catalizadores de transferencia de fase— proporciona diversos productos, entre ellos ciclobutanocarbonitrilo y adiponitrilo.
En cuanto a sus usos, se ha propuesto la utilización del ciclobutanocarbonitrilo para la «funcionalización» de polímeros, proceso químico mediante el cual se incorporan grupos funcionales reactivos a una cadena polimérica; dichos polímeros reducen la histéresis de vulcanizados de caucho empleados en la fabricación de neumáticos.
También se ha utilizado en la fabricación de agonistas del receptor 1 de la neurotensina, objetivo terapéutico para el tratamiento de diversas enfermedades como afecciones neurológicas o cáncer.

## Precauciones
El ciclobutanocarbonitrilo es un compuesto inflamable —tanto el líquido como su vapor—, siendo su punto de inflamabilidad 42 °C. Al arder puede emitir gases nocivos tales como óxidos de nitrógeno, monóxido de carbono y cianuro de hidrógeno.
Es un producto tóxico si se ingiero o inhala. Su contacto produce irritación en piel y ojos.